# League of Ireland First Division
League of Ireland First Division (irisk: Céad Roinn Sraith na hÉireann) er den næstbedste fodboldrække for herrer i Irland. Ligaen blev dannet i 1985, efter at det tidligere League of Ireland blev delt i to, hvor den anden part i dag er League of Ireland Premier Division. 